# Szabásminta

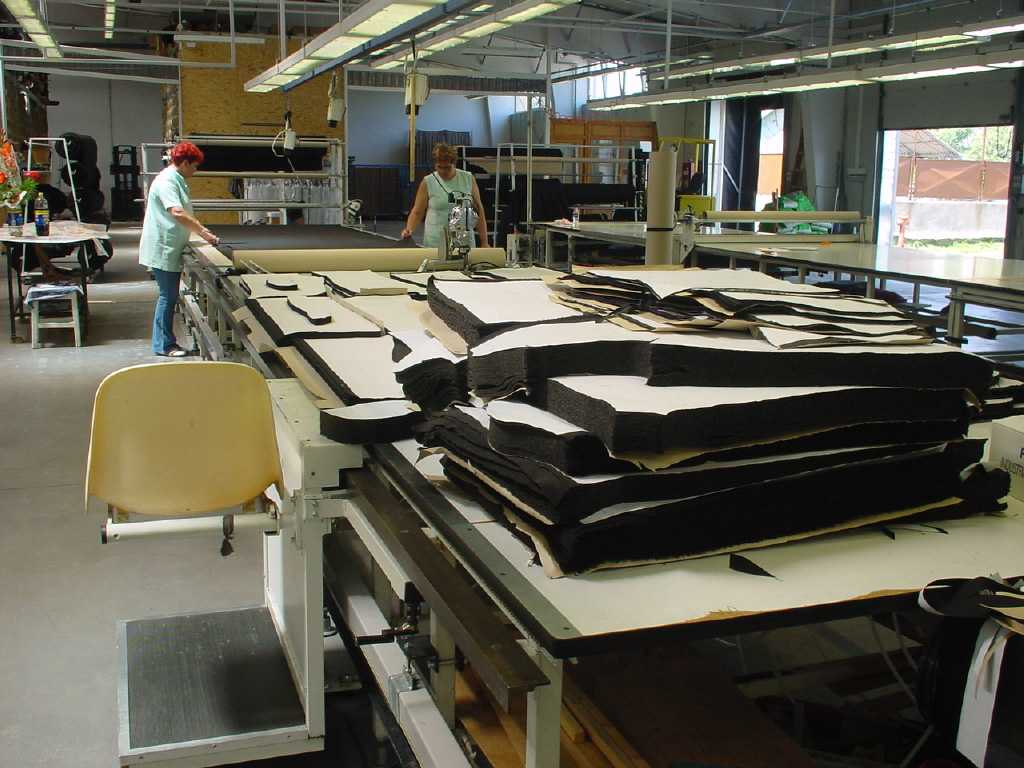
Ruhagyári szabászat. Az előtérben jól látható a kiszabott alkatrészkötegek tetején a hozzájuk tartozó szabásminta.

A szabásminta általában a textíliából, bőrből vagy más megfelelő anyagból összeállított ruhadarab vagy egyéb, szabással-varrással készült tárgyak (pl. lakástextíliák, cipőipari, bőrdíszműipari, bútoripari bőr- és/vagy textiltermékek, járműipari kárpitanyagok és üléshuzatok stb.) alkatrészeinek műszaki rajza. A szabásminta szerkesztésének és méretezésének a gyakorlatban kialakult módszerei vannak.
A szabásminta leggyakoribb köznapi értelmezése a ruházati termékek alkatrészeire vonatkozik.

## Történet
Már a 18. században is megjelentek divatlapokban útmutatások a bemutatott ruhák elkészítéséhez. Ebenezer Butterick amerikai szabómester nevéhez fűződik a selyempapírra nyomtatott, többféle méretre előre elkészített és ily módon terjesztett szabásminták ötlete, amit 1863-ban szabadalmaztatott is. A második világháború után a Burda Moden folyóirat népszerűsítette a lapban megjelentetett ruhamodellek szabásmintáit, hogy a ruhákat annak alapján akár házilag is el lehessen készíteni.

## Ruhadarabok szabásminta-szerkesztésének alapjai
A ruhadarabok egyes alkatrészeit általában varrással, egyes esetekben varrást helyettesítő más eljárással (ragasztással, hegesztéssel) erősítik egymáshoz. Ahhoz, hogy az összeerősített alkatrészek végül a testnek megfelelő alakú, arra rásimuló vagy ahhoz jól idomuló végső formát vegyenek fel, az egyes testrészek formájától függően kell az alkatrészeket megszerkeszteni.
A ruhadarabok szabásminta-szerkesztésének alapját a testméretek képezik. Ezek a következők:
Női felsőruházat kiinduló testméretei: 
- testmagasság
- mellkerület
- derékkerület
- csípőkerület

Férfi és fiú felsőruházat kiinduló testméretei: 
- testmagasság
- mellkerület
- derékkerület
- csípőkerület

Gyermekruházat kiinduló testmérete: 
- testmagasság
- mellkerület

A szabásminták szerkesztésekor továbbá figyelembe kell venni az emberi testalkat arányait, esetleges egyedi sajátosságait, a mozgás kívánta ún. kényelmi bőségtöbbleteket, az adott ruhadarab alapanyagának tulajdonságait, mintázatát és a gyártástechnológiát is.

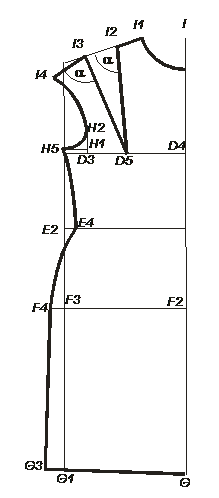
Egybeszabott női ruha fél elejének szabásmintája

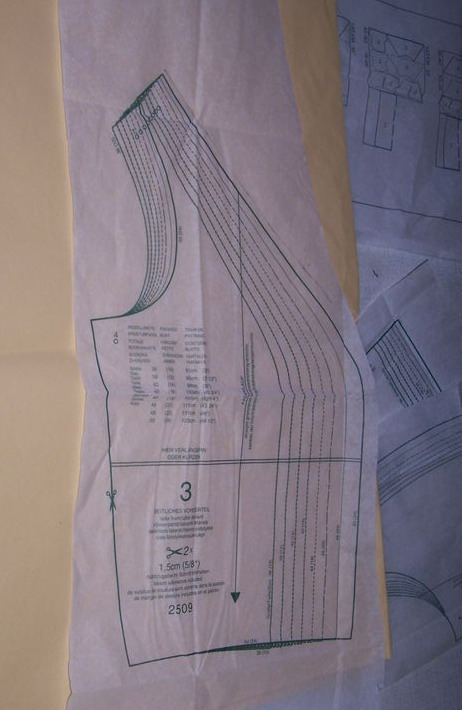
Szabásminta a műszaki rajzsorozat feltüntetésével

A szabásminta a mindenkori divat igényei szerint készül, így formája nagymértékben függ a divattól.
A mellékelt ábra példaként egy egybeszabott női ruha fél elejének megszerkesztett szabásmintáját mutatja. A szerkesztéshez felhasznált jellegzetes pontok koordinátáit az ún. alapszerkesztéshez tapasztalati úton meghatározott összefüggések szerint kell kiszámítani, amelyekben független változóként függőleges irányban a testmagasság, vízszintes irányban a mell-, derék- ill. csípőkerület szerepel. Természetesen a ruhadarab minden alkatrészét (pl. egy ilyen egybeszabott női ruha esetén a hátát, az ujjat – ezt elég egyszer, mert a két ujjhoz azonos szabásminta tartozik –, esetleg a zsebet, gallért, övet stb.) hasonlóképpen meg kell szerkeszteni. Mivel szimmetrikus alkatrészről van szó, elég ezt a fél elejét megszerkeszteni, a másik fele – ha a modell szerint ugyanilyen – ennek a szabásmintának az átfordításával használható. Ha ettől bármiben is eltérő a másik fél eleje (pl. a gombolópánt miatt), akkor természetesen azt külön meg kell szerkeszteni. Konkrét megrendelésnél, vagy egy divattervező által kialakított új modellnél az alapszerkesztésben meghatározott pontok koordinátáit az adott terméknek megfelelően többnyire át kell helyezni ahhoz, hogy az alkatrész formája a kívánt formát eredményezze a kész ruhadarabon.
A szabásminta készítésénél ügyelni kell arra, hogy a varrásszélességnek megfelelően elegendő ráhagyásokat vegyenek figyelembe.
Végeredményben hasonló módon szerkesztik meg a bőriparban, autóiparban, bútoriparban stb. használatos szabásmintákat is.
A szabásmintát el lehet készíteni egy meghatározott személy konkrét méretei alapján (így dolgoznak a méretes szabóságok), vagy olyan mérettáblázatok alapján, amelyek testméreteit sok emberen végzett adatfelvétel alapján, statisztikai módszerekkel állították össze. Ezt a módszert használják a ruhagyárak, amelyek sorozatgyártásban állítják elő a ruhákat. Tekintettel arra, hogy a testméretek és azok egymáshoz viszonyított arányai földrészenként, sőt régiónként, országonként is különböznek, és időben is változnak, ezeket a mérettáblázatokat országonként állítják össze és időnként aktualizálják.
Az újabb, korszerűbb – egyelőre még inkább csak fejlesztési stádiumban levő – eljárás az, amikor a méretfelvételhez azt a személyt, akinek részére a ruhadarab készül, videókamerával körben lefényképezik és az így előállított és digitalizált képekből a számítógépben alkalmazott szoftver állapítja meg a szükséges méreteket.
Sorozatgyártás esetén először egy közepes nagyságra szerkesztik meg a szabásmintát és ebből kiindulva, az ún. szériázás műveletével állítják elő a különböző – a közepeshez mérten kisebb és nagyobb – nagyságokhoz a többi szabásmintát, a műszaki rajzsorozatot. Ez azt jelenti, hogy a szerkesztésben felhasznált minden pontot vízszintes (x) és függőleges (y) irányban meghatározott mértékben – a méretnagyságok közötti különbség értékeit a test arányainak megfelelően elosztva – eltolnak, nagyobb méretekhez kifelé (+x) ill. fölfelé (+y), kisebb méretekhez befelé (–x) ill. lefelé (–y). Ily módon állítják elő a különböző nagyságú ruhadarabokhoz az egymást követő nagyságokhoz tartozó szabásmintákat.

## Szabásminták készítése számítógép segítségével
A nagyüzemi termelésben ma már számítógépeket használnak a szabásminták szerkesztésére és a műszaki rajzsorozat (a széria) előállítására. Ezt az eljárást CAD (computer aided design, azaz számítógéppel segített tervezés) módszernek nevezik.
Ennek egyik módja az, hogy a közepes méretre kézzel megszerkesztett szabásmintát egy digitalizáló táblára helyezik és a szerkesztéshez szükséges jellegzetes pontokat letapogatva és így digitalizálva a számítógép szoftverjébe juttatják. Van olyan lehetőség is, hogy magán a képernyőn szerkesszék meg a szabásmintát. A műszaki rajzsorozatot a gép minden esetben már automatikusan állítja elő a szoftverbe betáplált szerkesztési szabályok felhasználásával. Az így készült szabásminta-sorozat eredeti méretben ki is nyomtatható.
Az egyszer már digitalizált szabásmintákat a számítógép tárolja és azokon újabb modellek kialakításánál már a képernyőn lehet elvégezni a módosításokat. Így nagyon leegyszerűsödik az újabb kollekciók kifejlesztése.
Az ún. MTM (made-to-mesure, azaz egyedi méretre gyártás) rendszer a szabásminta-tervező rendszerhez csatlakoztatható. A rendszerben már tárolt, sorozatgyártásban alkalmazott szabásmintákat az egyedi megrendelő méretei ill. módosításra vonatkozó kívánságai szerint automatikusan alakítja át. Ez a módszer elsősorban ott használható, ahol a divat hatásai kevésbé érvényesülnek (pl. férfi-felsőruházati termékeknél, egyenruháknál). Ezeken a területeken azonban nem csak a méretes megrendelések teljesítéséhez alkalmazható, hanem olyan esetekben is, amikor a gyártás során – például a felhasznált alapanyag cseréje folytán – változó paraméterek a szabásminták gyakori változtatását teszik szükségessé.
A számítógéppel készített szabásminták digitális adatai alapján közvetlenül programozni lehet az automata szabászgépeket is.
A korszerű ruhagyárakban használt szabászati CAD rendszerek igen sokoldalúak. A feladatok sokrétűsége miatt több szoftver is alkalmazható, ezekből állíthatják elő az adott cég részére az ott szükséges rendszert.

## A szabásminták felhasználása

### Felfektetési rajz készítése

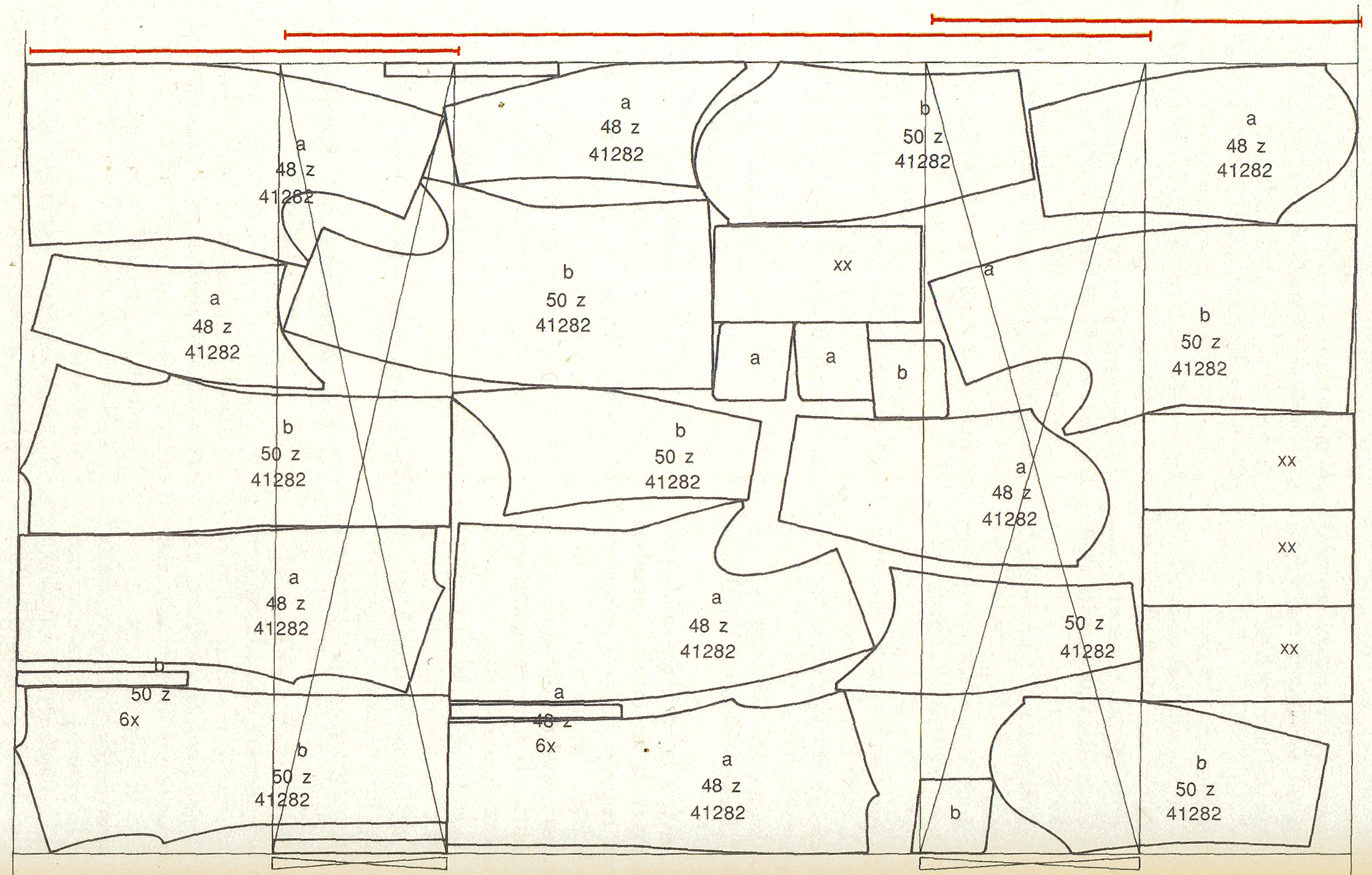
Számítógéppel készült szabászati felfektetési rajz. (A felül látható piros csíkok azt jelölik, hogy az egymásra terített kelmerétegeknek szükség esetén hogyan kell átfedniük egymást.)

A megszerkesztett szabásmintákat papírból vagy vékony karton- vagy műanyaglemezből kivágva közvetlenül is fel lehet használni arra, hogy a kelmére ráfektetve a körvonalakat átmásolják, vagy a szabásminta mentén az alkatrészt kivágják a kelméből. Ez az egyedi szabás. Nagyipari gyártásnál azonban ún. felfektetési rajzot készítenek. A felfektetési rajz tulajdonképpen annak tervrajza, hogy hogyan célszerű elhelyezni az egyes alkatrészek szabásmintáit a kiterített kelmén úgy, hogy a lehető legkevesebb hulladék keletkezzék, azaz a ruhadarab alkatrészeinek kiszabása a lehető legkisebb anyagfelhasználást igényelje. A felfektetési rajz elkészítésénél figyelembe kell venni a rendelkezésre álló kelme szélességét, fonalirányát, mintázatát, felületi sajátosságait (pl. bolyhos kelmék esetében) stb. A felfektetési rajzot kézi módszerrel el lehet készíteni úgy, hogy a kelme szélességének megfelelő papírlapra ráfektetik az összes alkatrész szabásmintáját és ezek tologatásával, esetleg forgatásával létrehozzák az optimális elrendezést. (Ilyen célra – kényelmi okokból, mert az eredeti méretek esetén ehhez több méter hosszú asztalra volna szükség – általában elkészítik a szabásminták pl. 1:10 arányú kicsinyített változatát és az ugyancsak ilyen arányban kicsinyített kelme rajzán végzik el a tervezést.) Korszerűen felszerelt ruhagyárakban erre már számítógépet használnak, azaz a fektetési rajzot a képernyőn állítják elő. Ez történhet itt is a képernyőn megjelenő szabásminták mozgatásával a kijelölt területen belül, vagy – és ez az igazán korszerű eljárás – olyan szoftver alkalmazásával, amely mindezt automatikusan végzi el és végeredményben olyan felfektetési rajzot készít, amely az előre betáplált kelmeadatok figyelembe vételével a lehető leggazdaságosabb anyagfelhasználást eredményezi.
Sorozatgyártásnál a felfektetési rajzot úgy készítik el, hogy az adott kelmeterületen nemcsak egy, hanem több méretnagyság szabásmintáit kombinálják, mert ez lehetőséget ad arra, hogy a szabásminták között keletkező kelmehulladék mennyiségét a lehető legkisebb mértékűre szorítsák.
A CAD szabásminta- és felfektetésirajz-tervező rendszerek kezdetben egy-egy automata szabászgép gyártó saját fejlesztései voltak és csak saját gépeikkel voltak kompatibilisek. Ma már vannak olyan szoftverek, amelyek különböző gyártmányú szabászgépek működtetésére is alkalmasak, így ilyen berendezések birtokában a ruhagyáraktól független cégek is vállalhatják szolgáltatásként szabásminták készítését, felfektetési rajz tervezését, terítékrajz kinyomtatását.
A számítógéppel végzett szerkesztés, felfektetésirajz-készítés stb. egyúttal arra is lehetőséget ad, hogy a gép egy sor járulékos adatot is kiszámítson és kiírjon. Ehhez előzetesen a konfekciótechnológiához kapcsolódó további adatokat kell betáplálni a gépbe. A felfektetési rajzon szereplő egyes szabásminták kerületének alapján például a gép kiszámítja az adott ruhadarab összevarrásának várható időtartamát (figyelembe véve a varrógépek szokásos fordulatszámát, az alkalmazandó varrattípust és öltéssűrűséget), az ehhez szükséges cérnamennyiséget, az anyaghányadot, azaz a szabászati hulladék arányát a teljes kelmeszükséglethez képest és még számos egyéb, a gyakorlatban jól felhasználható adatot. Ez nagyban megkönnyíti a gyártásirányítás munkáját.

### Terítékrajz készítése

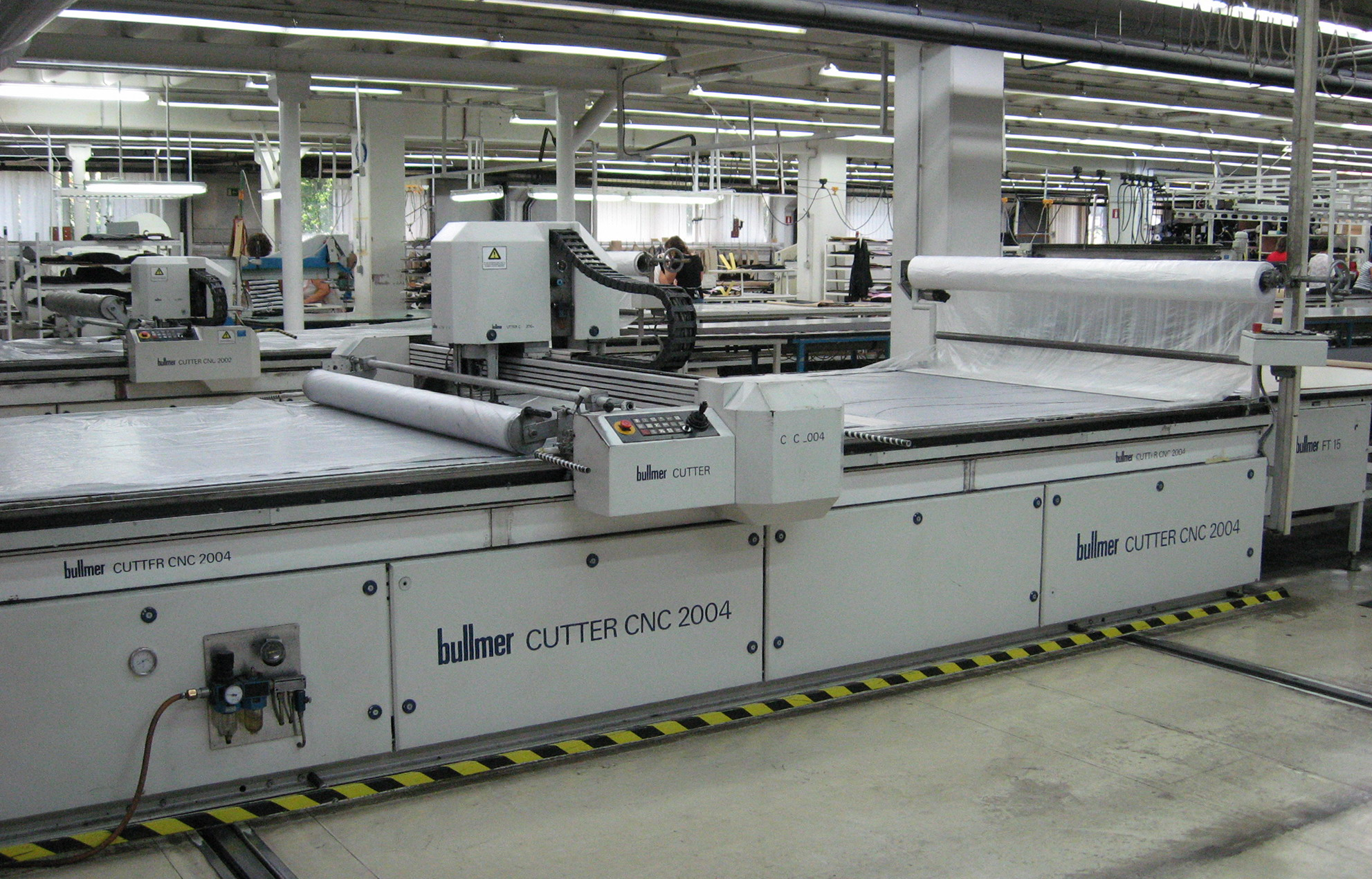
Automata szabászgép

A felfektetési rajz egyúttal azt is megadja, hogy milyen hosszú terítéklapból kell a terítéket elkészíteni. Sorozatgyártásban ennek megfelelő hosszúságban egymásra több réteg kelmét fektetnek (terítenek) és így egyszerre nagyszámú ruhadarab alkatrészeit szabják ki. Kézi módszer alkalmazásánál a felfektetési rajz, mint tervrajz felhasználásával a kelmerétegekből alkotott teríték felső lapjára terített papírra rámásolják az eredeti méretű szabásmintákat (ezt nevezik terítékrajznak) és a szabászgéppel ezeknek a vonalaknak a mentén vágják át a terítéket. Így egymás alatt a rétegszámnak megfelelő példányban egyszerre végezhető el a ruhadarabok alkatrészeinek kiszabása. A terítékrajzon az egyes alkatrészeket különféle jelölésekkel látják el, amelyek alapján azonosítható, hogy melyik nagysághoz tartozó alkatrészről van szó.
A terítékrajzot minden egyes teríték számára külön el kell készíteni, hiszen ezt a kelmével együtt szabáskor szétvágják. Kézi terítékrajz-készítésnél ezért a szabásmintákat tartós anyagból (leggyakrabban prespánból) készítik el és ezeket mint sablonokat használják a körülrajzoláshoz. Ez meglehetősen nehézkes, időigényes eljárás, ezért különféle sokszorosító módszereket is alkalmaznak, többnyire a fénymásolás valamilyen formáját. Számítógépes eljárásnál mód van arra, hogy a gép a hozzá kapcsolt rajzgéppel (plotterrel) a terítékrajzot 1:1 méretben korlátlan számú példányban papírra rajzolja, ellássa a szükséges jelölésekkel, feliratokkal, és ezt a rajzot kell a terítékre fektetni.
A legkorszerűbb eljárás az, amikor terítékrajzra nincs is szükség. Az automata szabászgépek vezérlésébe be lehet táplálni a számítógéppel megtervezett felfektetési rajzot és a gép közvetlenül a szabásminták körvonalai mentén végzi el a teríték darabolását. A szükséges jelöléseket külön öntapadós címkékre nyomtatja és ezeket rányomja a kivágott csomag felső lapjára.

## Kapcsolódó szócikk
- Ruhaipar